# Museum Autovision

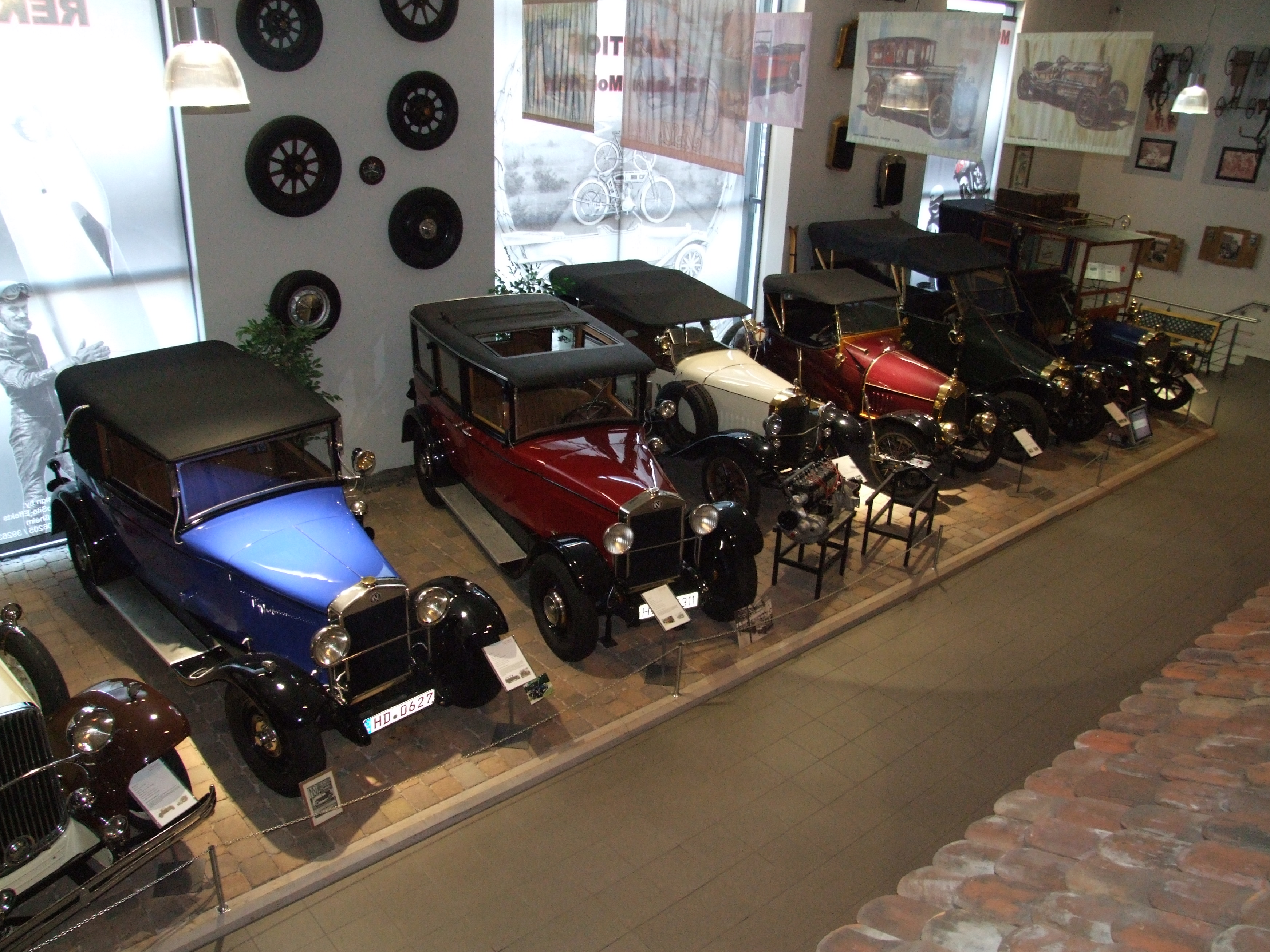
Collection d'anciennes NSU présentée au musée Autovision

Le Museum Autovision est un musée consacré à l'histoire et à l'avenir de la mobilité : automobile, motocyclette et bicyclette. Il est situé à Altlußheim, une petite ville du Bade-Wurtemberg, en Allemagne.

## Collection
Le musée comprend une large collection historique, notamment de véhicules NSU. Il présente également plus de 80 moteurs Wankel, de même qu'une quinzaine de voitures et quatre motocyclettes équipées d'un moteur à piston rotatif. À travers une rétrospection de « 125 ans de mobilité », il présente également des deux-roues : bicyclettes et motos.

## Motorisations alternatives
Autovision présente l'ensemble des concepts de propulsion alternative actuels, en développement, et futurs. Il présente une importante collection axée sur les moyens de propulsion alternatifs : véhicules électriques, véhicules hybrides, véhicules à hydrogène et à carburants alternatifs. On trouve des prototypes, de même que des véhicules expérimentaux.
Pour les propriétaires de voitures électriques, une station de recharge, alimenté par des panneaux photovoltaïques, est disponible.

## Science arena
Elle comprend environ une cinquantaine de présentations mobiles et manipulables par les visiteurs. La section « Mécanique » va de la voiture entière à des éléments mécaniques tels que boîtes de vitesses, moteurs, différentiel, etc. Cette partie du musée permet aux visiteurs d'avoir une expérience interactive. Les sujets incluent :
- Mécanique
- Théorie calorique (Calorifics)
- Optique et acoustique
- Magnétisme
- Électricité
- Électrochimie

Six terminaux d'ordinateur permettent de s'initier au design virtuel en automobile, aux simulations de conduite et de sécurité routière, etc.

## Galerie

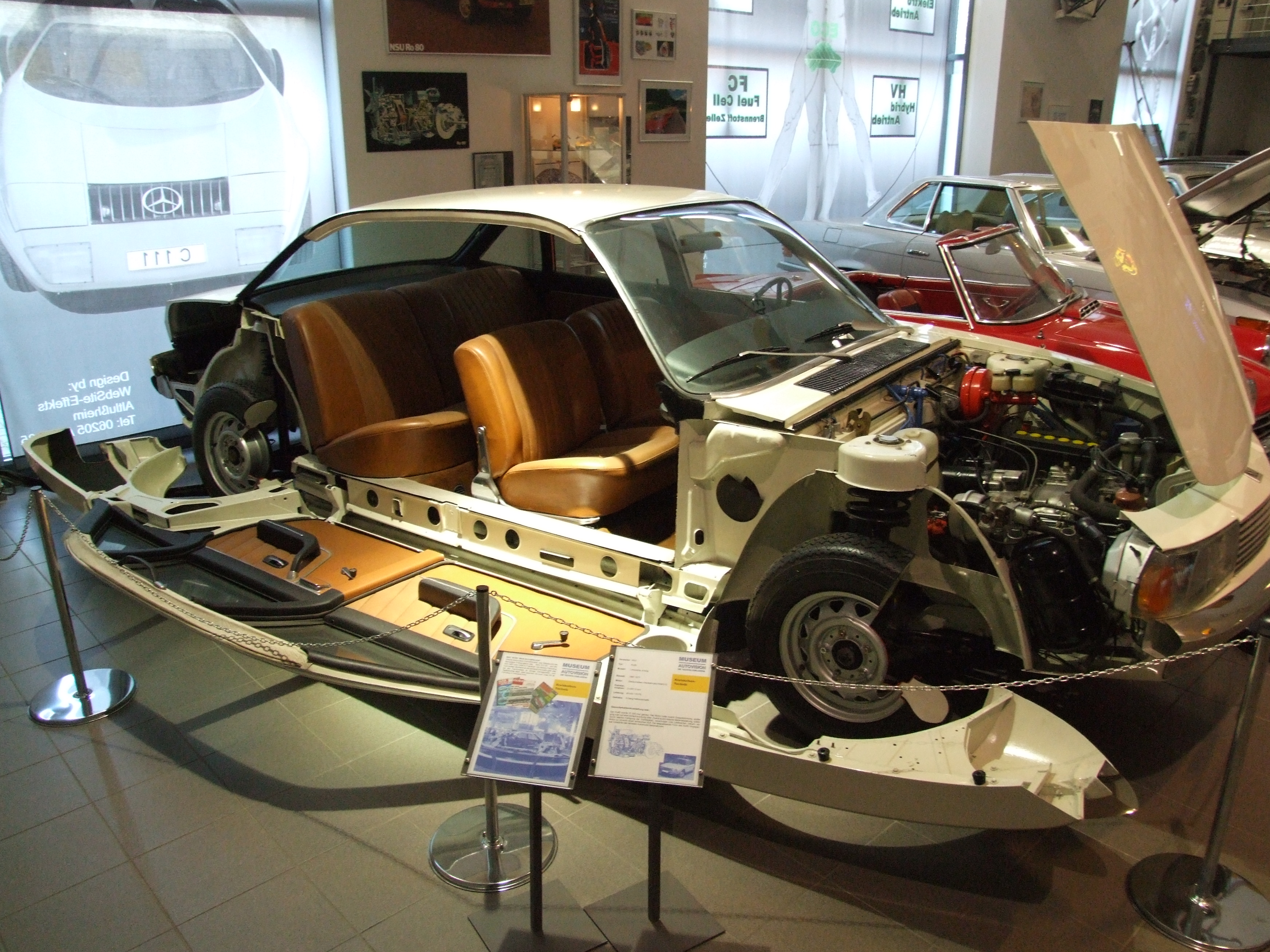
Présentation d'une NSU Ro 80. Coupe réalisée pour l'IAA.
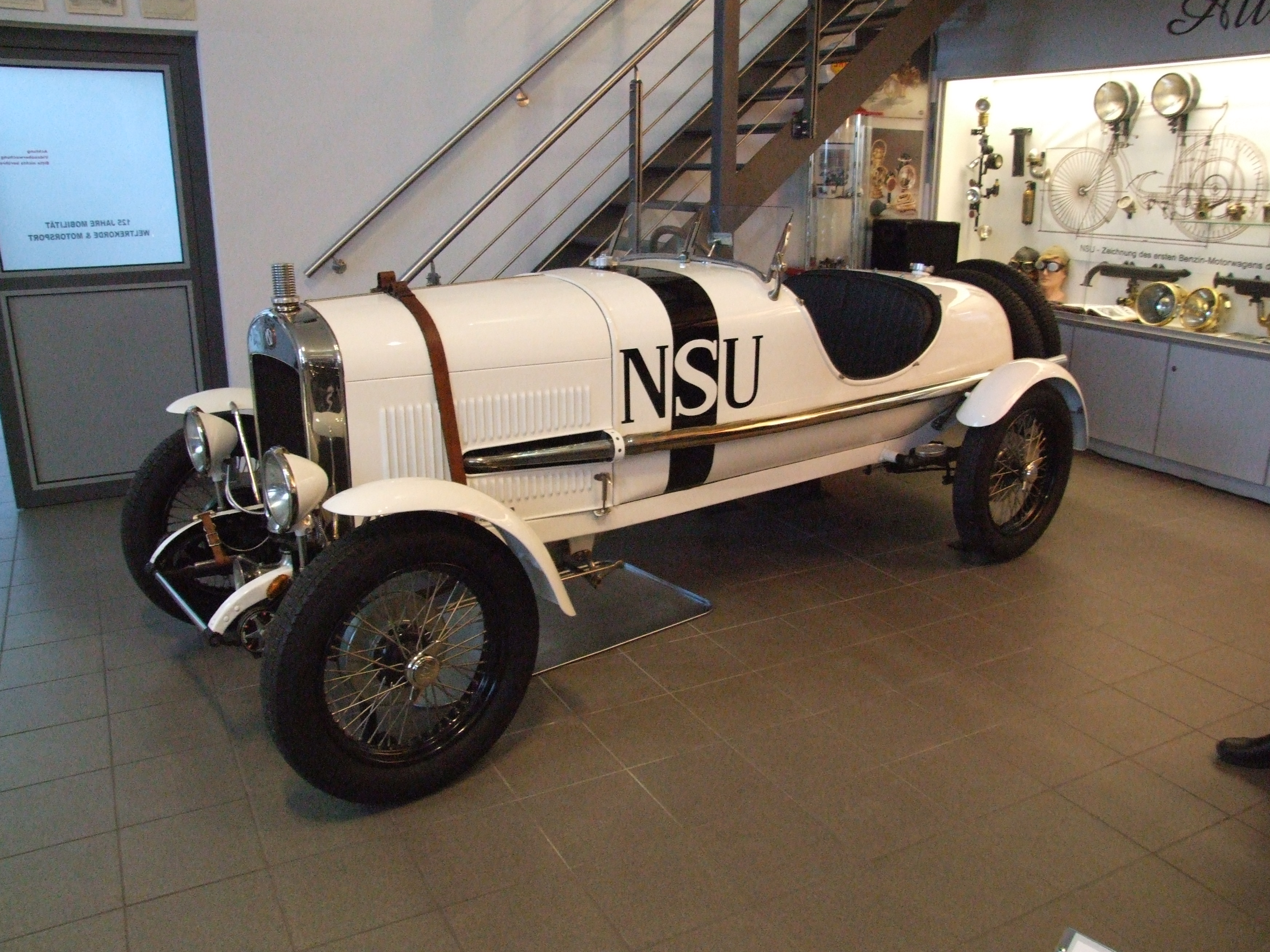
Une NSU 5/25 PS (1923-1925)
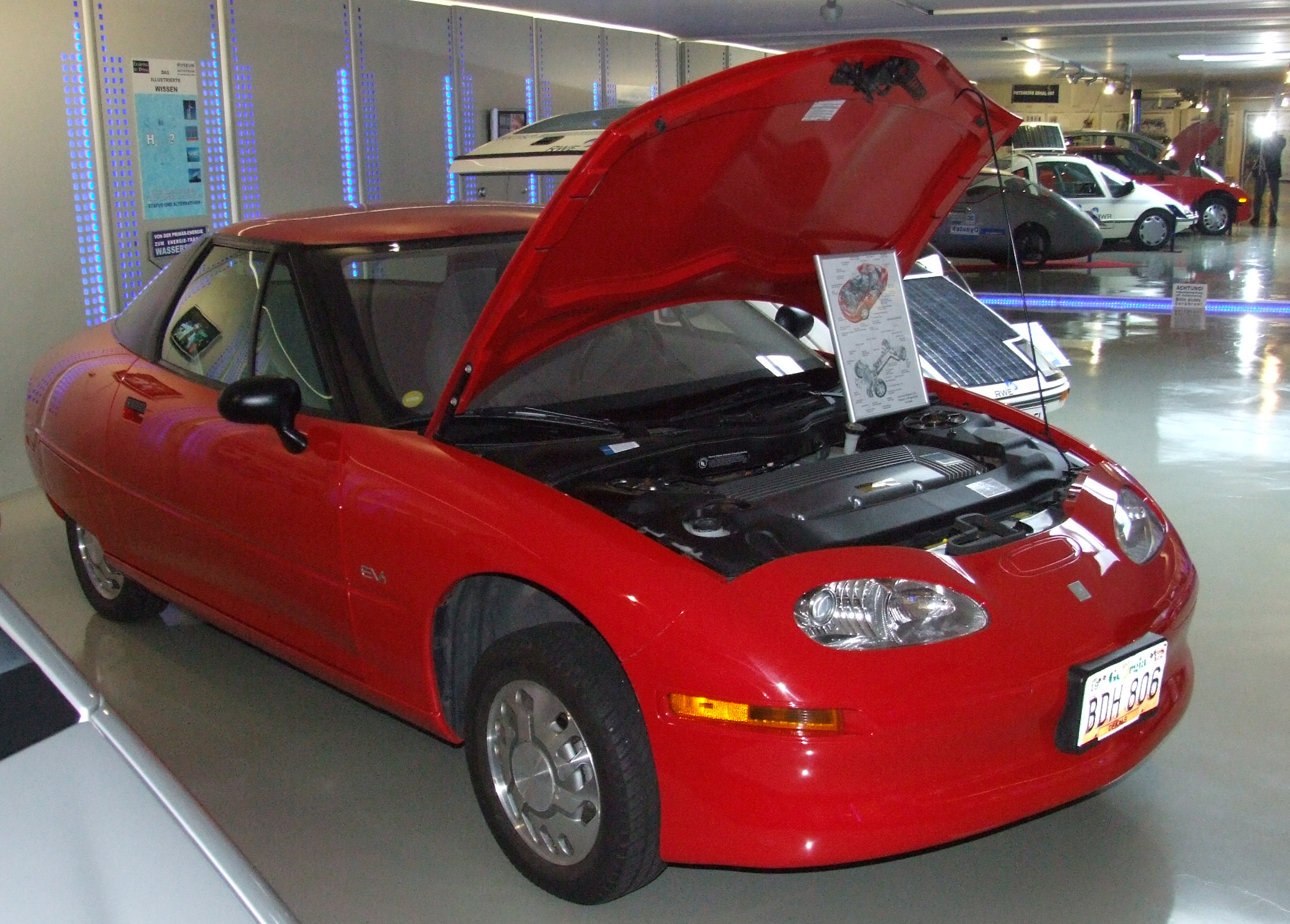
Une EV1, voiture électrique de GM de la fin des années 1990
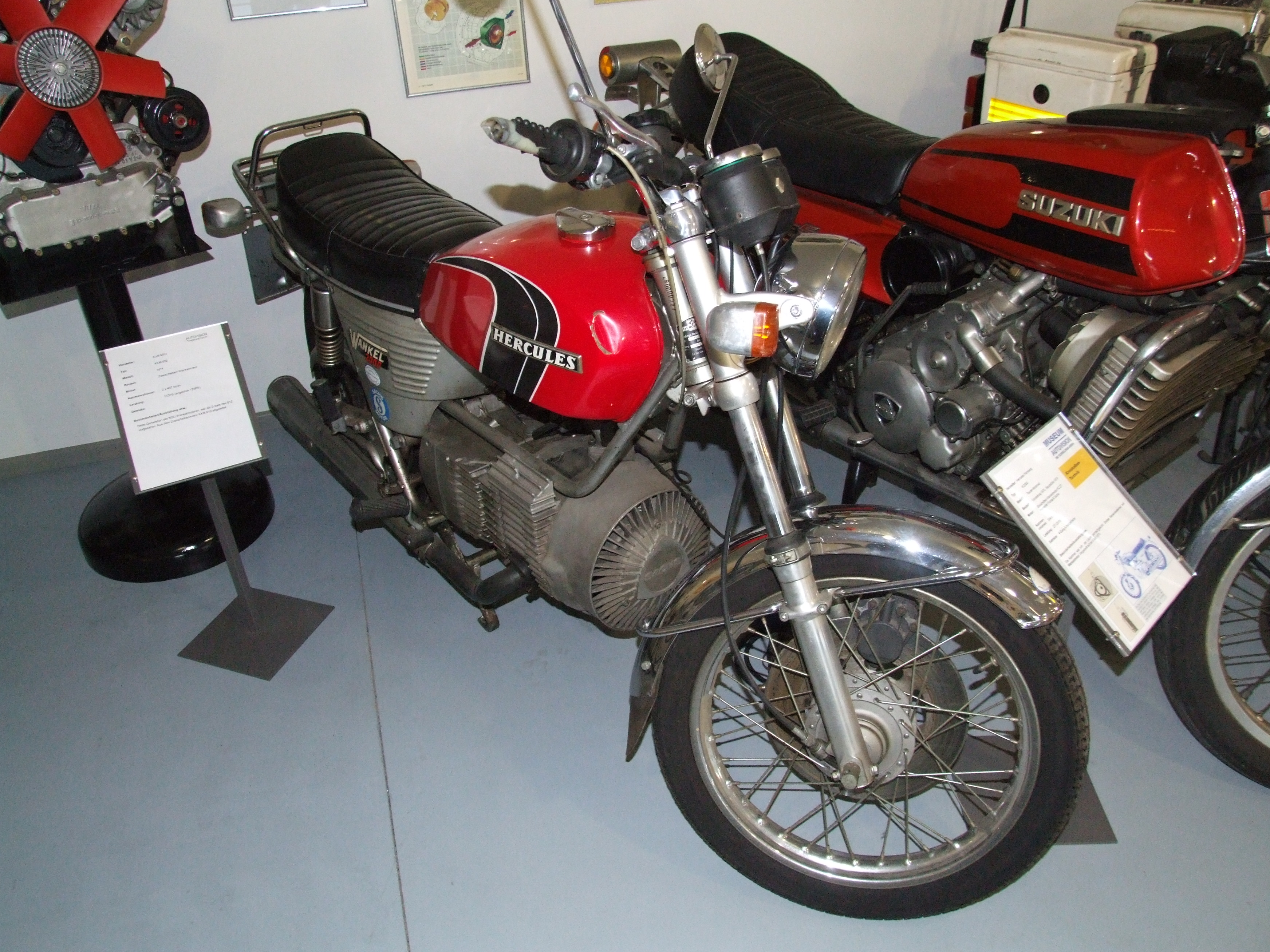
Moto Hercules Wankel 2000
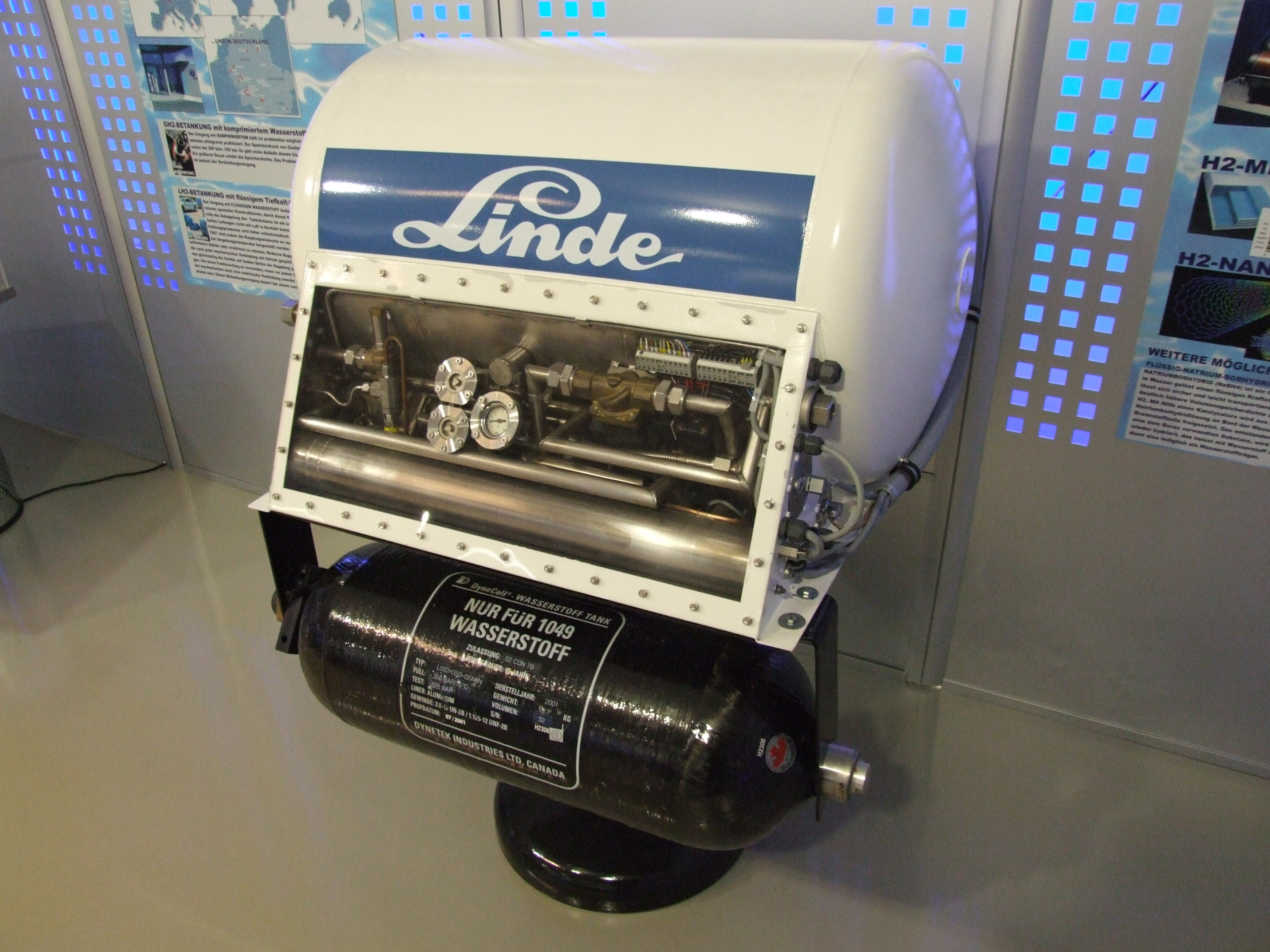
Réservoir d'Hydrogène liquide Linde
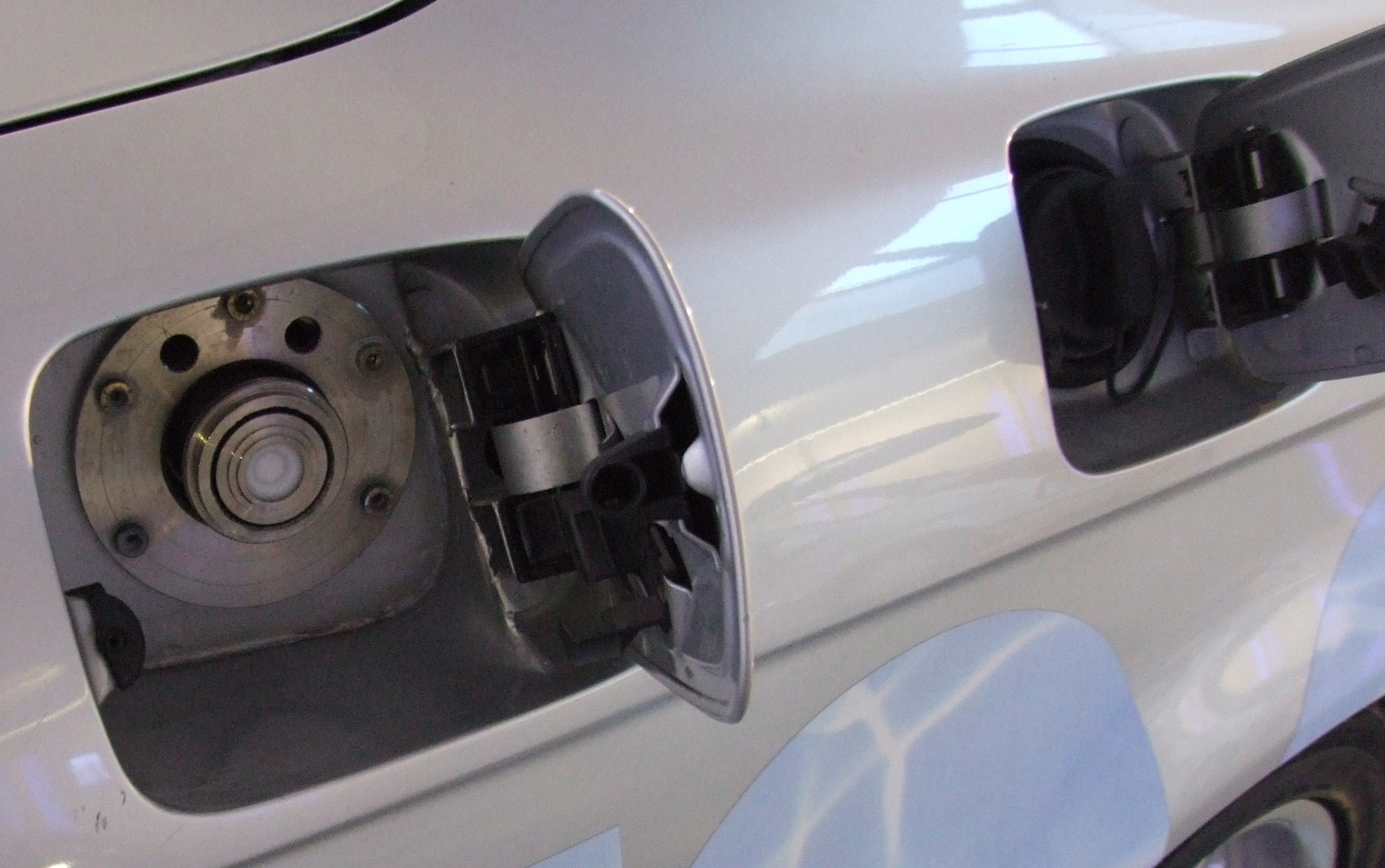
Valve de remplissage d'hydrogène d'une BMW
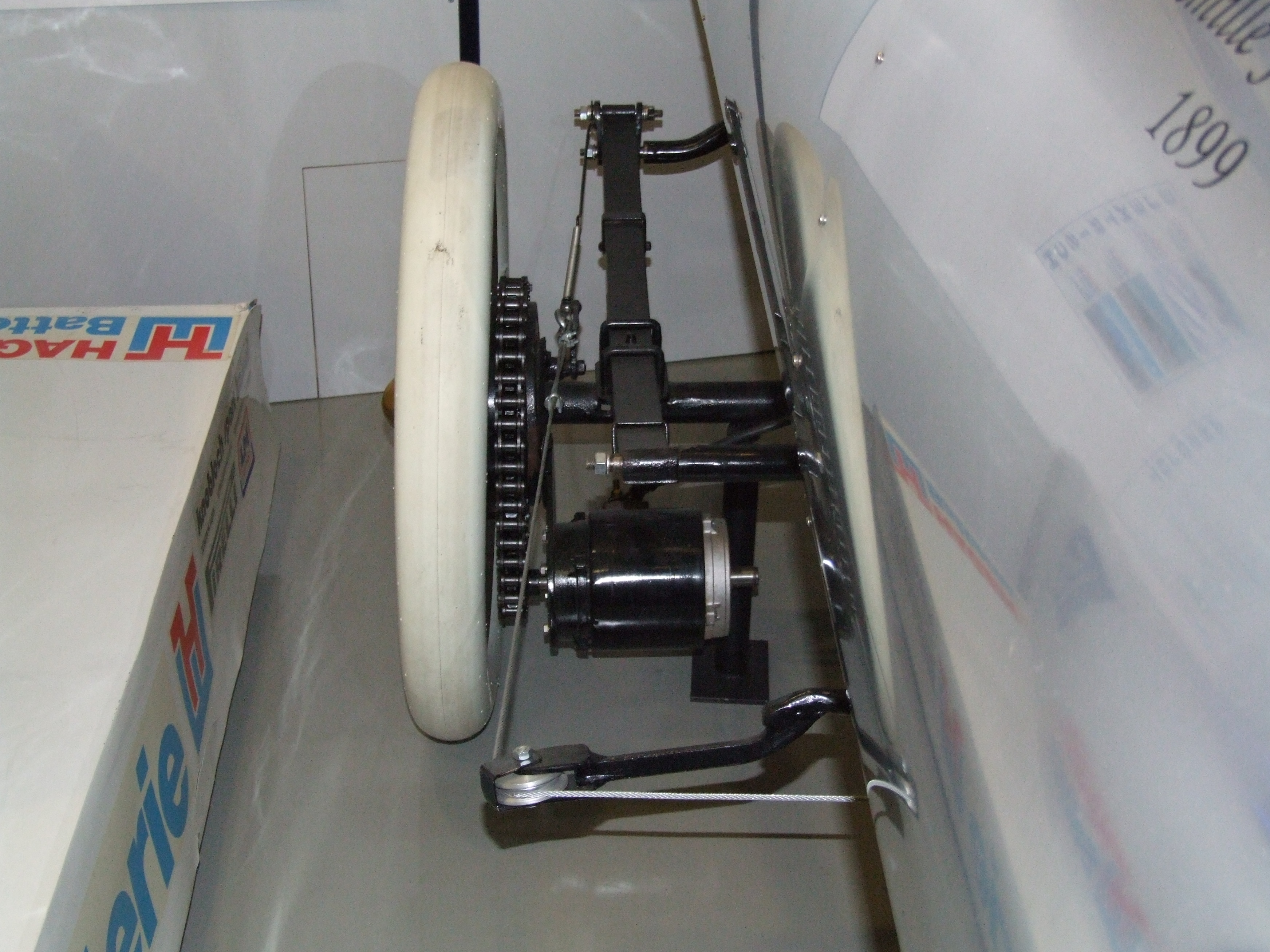
Détail du moteur et de l'entraînement sur la roue arrière de la Jamais Contente.
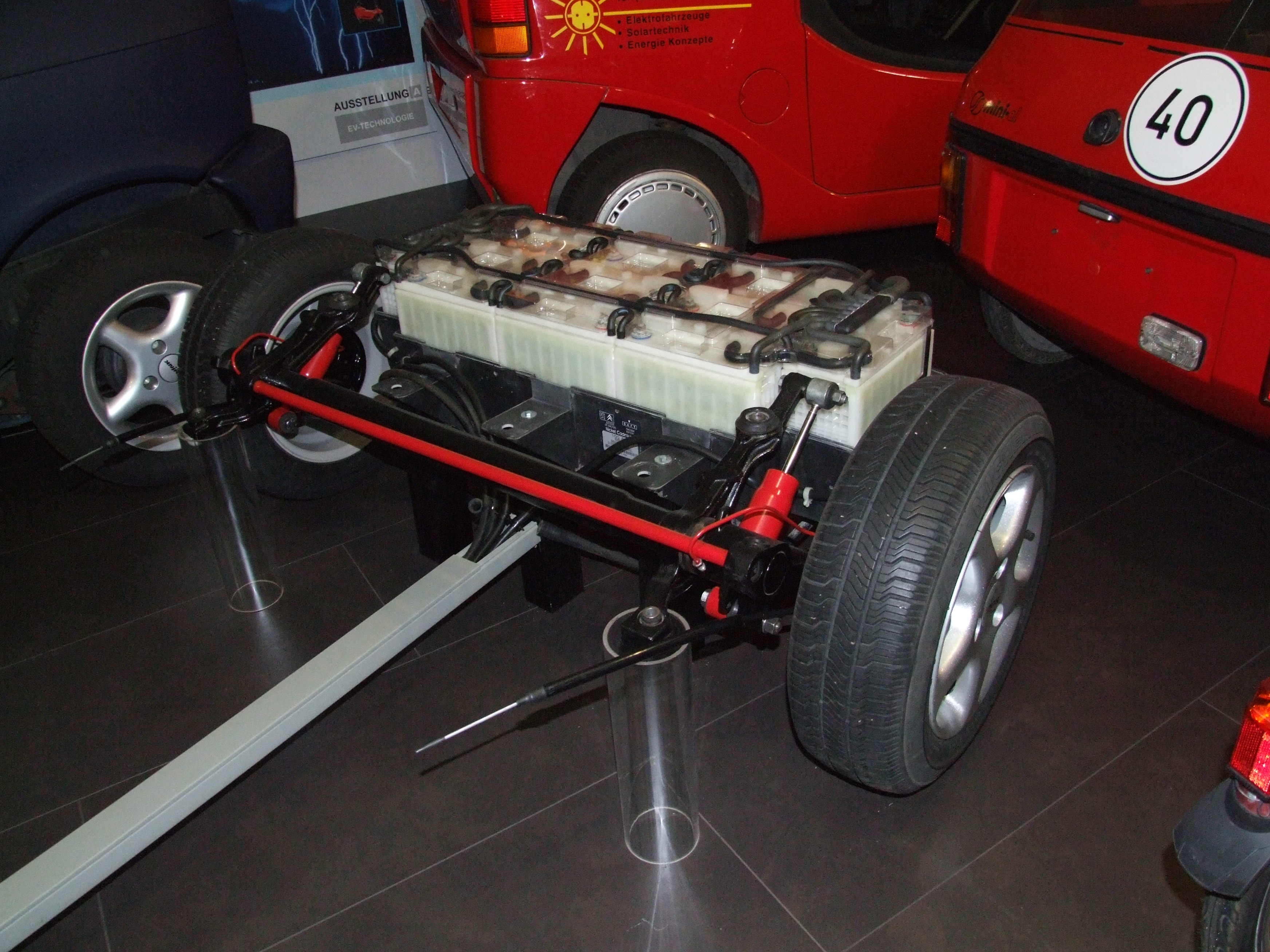
Batterie nickel-cadmium d'une voiture électrique Peugeot
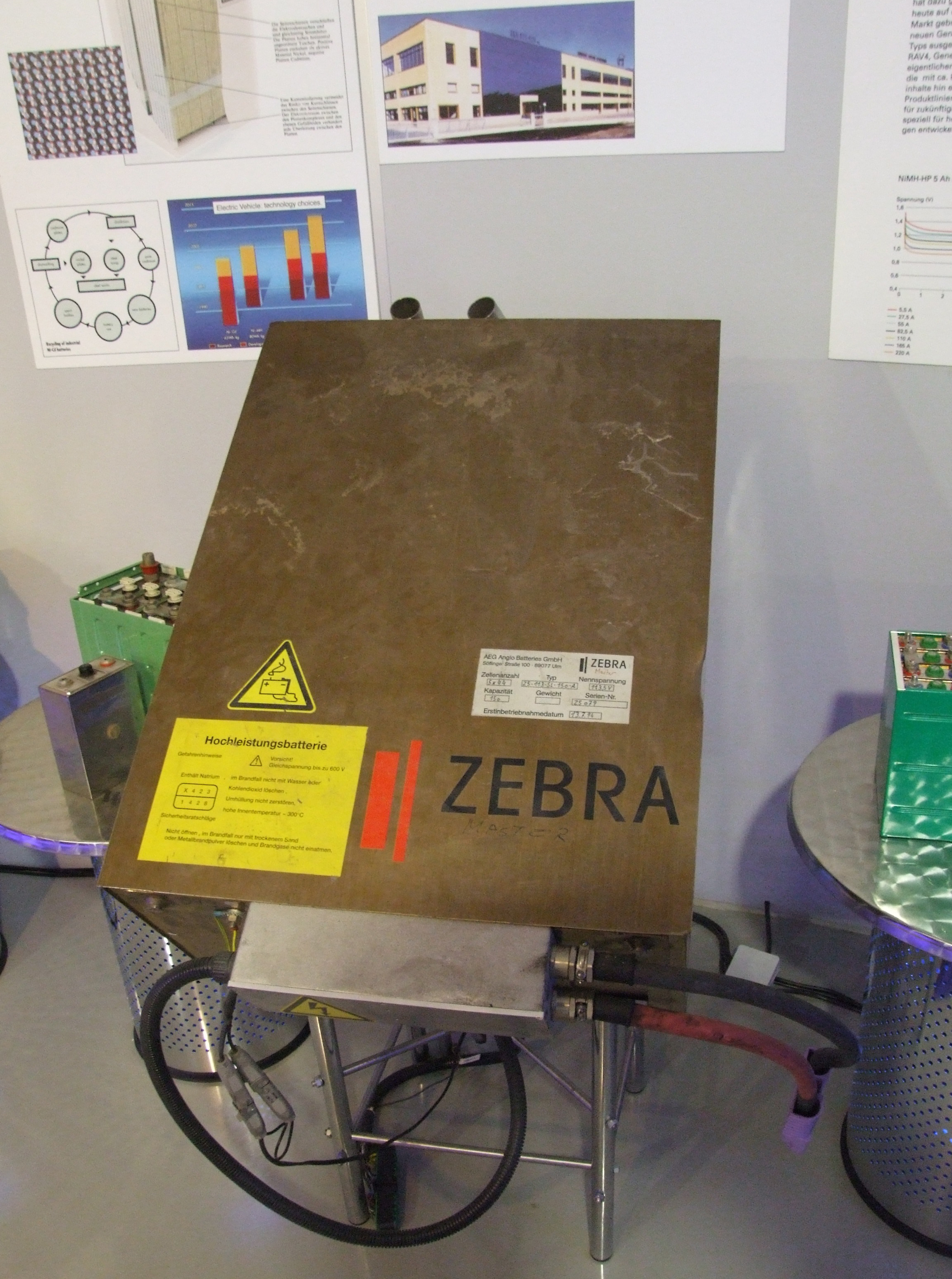
Accumulateurs ZEBRA
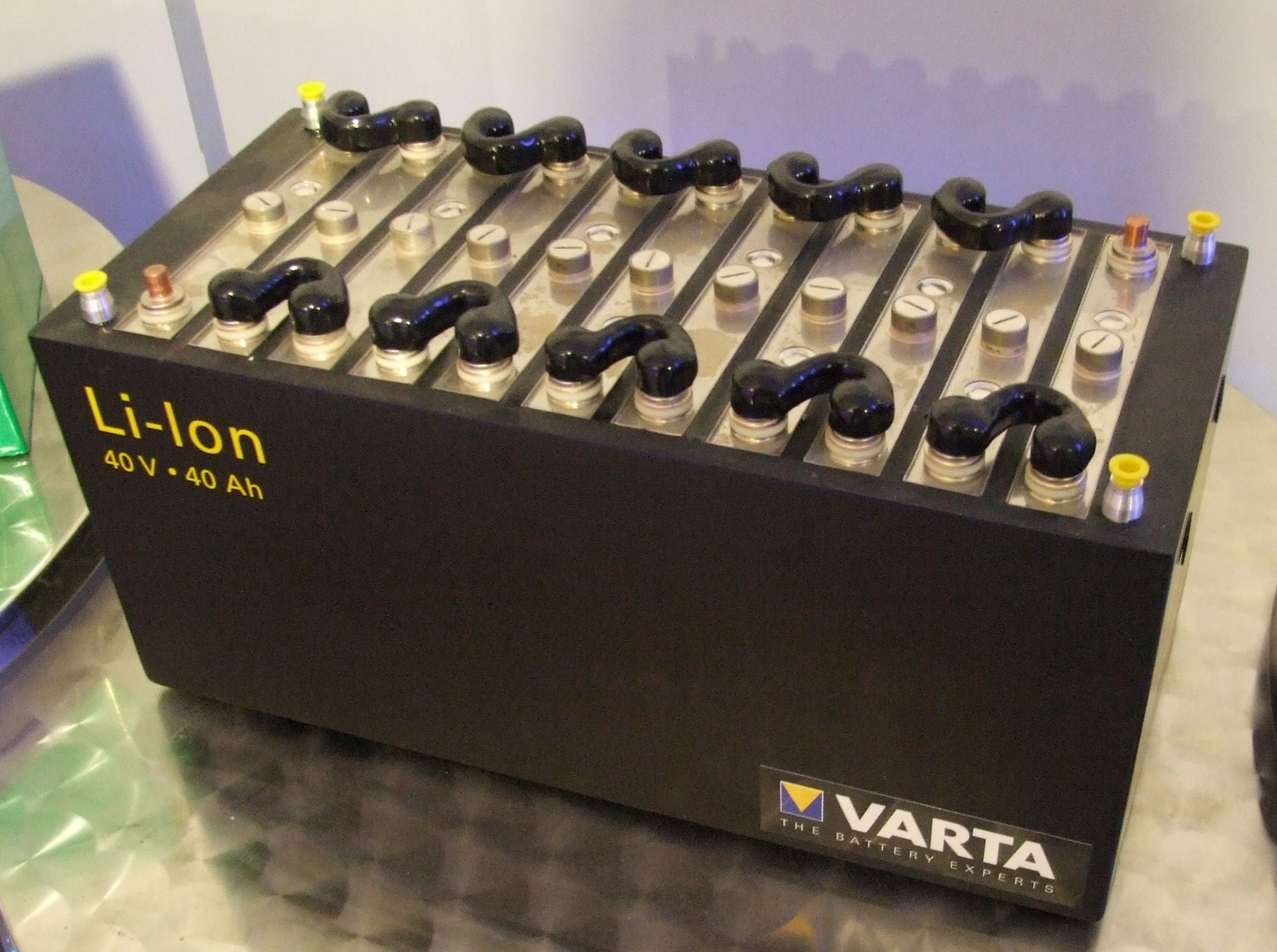
Batterie lithium-ion
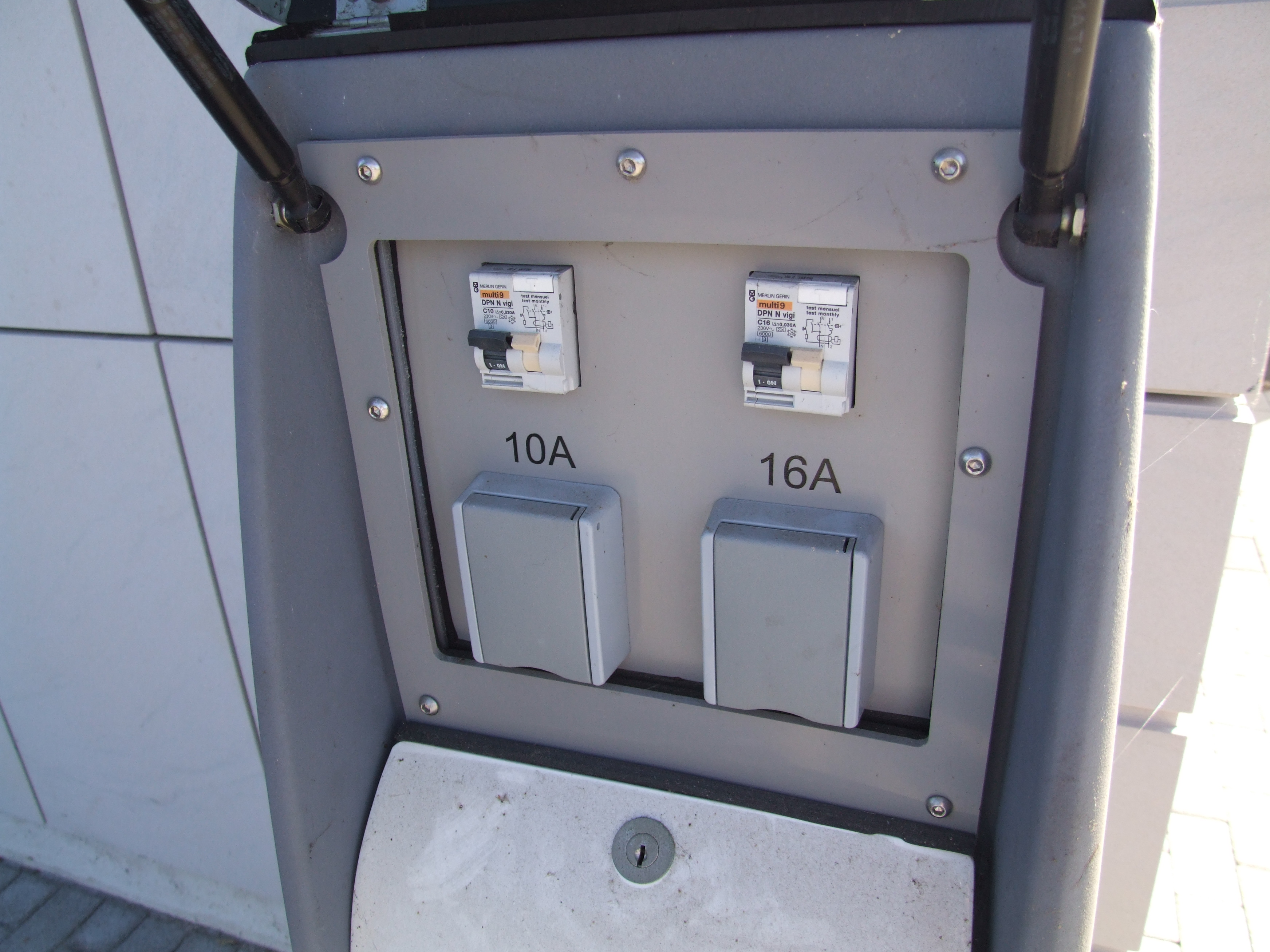
Borne de recharge pour voiture électrique, équipée de ports 10 et 16 ampères.